# 艳山红镇
艳山红镇，是中华人民共和国贵州省貴陽市白云区下辖的一个乡镇级行政单位。

## 行政区划
艳山红镇下辖以下地区：
鸡场社区、尖坡村、刘庄村、高山村、艳山红村、大山洞村、曹关村、程官村、鸡场村、白云村、尖山村和摆拢村。